# Groupe d'IC 764
Le groupe d'IC 764 et un groupe de galaxies du nom de la plus grosse d'entre-elles. Il comprend au moins 11 galaxies situées dans la constellation de l'Hydre. La distance moyenne entre ce groupe et la Voie lactée est d'environ 36,9 Mpc (∼120 millions d'al). 

## Membres
Le tableau ci-dessous liste les 11 galaxies du groupe indiquées dans l'article de A.M. Garcia paru en 1993.
| Nom         | Class.         | Type                        | α (J2000.0)   | δ (J2000.0)  | Vitesse radiale (km/s) | m            | Distance (Mpc) | Diamètre (kal) |
| ----------- | -------------- | --------------------------- | ------------- | ------------ | ---------------------- | ------------ | -------------- | -------------- |
| NGC 4106    | SB(s)0+        | Lenticulaire                | 12h 06m 44.8s | -29° 46′ 06″ | 2150 ± 17              | 11,4         | 36,6 ± 2,6     | 77             |
| IC 760      | S0^0?          | Lenticulaire                | 12h 05m 53.5s | -29° 17′ 31″ | 2234 ± 18              | 12,5         | 37,9 ± 2,7     | 79             |
| IC 764      | SA(s)c?        | Spirale                     | 12h 10m 14.2s | -29° 44′ 13″ | 2138 ± 1               | 12,2         | 36,4 ± 2,6     | 145            |
| IC 2996     | S?             | Spirale                     | 12h 05m 48.6s | -29° 58′ 19″ | 2256 ± 5               | 13,5         | 38,2 ± 2,7     | 74             |
| IC 3015     | Sbc?           | Spirale                     | 12h 09m 00.3s | -31° 31′ 12″ | 2034 ± 5               | 12,2         | 34,8 ± 2,5     | 107            |
| ESO 440-37  | (R')SA(rs)0^0^ | Lenticulaire                | 11h 59m 17.1s | -28° 54′ 18″ | 2023 ± 4               | 12,89 ± 0,09 | 34,8 ± 2,5     | 48             |
| ESO 440-38  | SB(l)0^-       | Lenticulaire                | 12h 01m 42.8s | -31° 42′ 14″ | 2303 ± 10              | 12,45 ± 0,09 | 38,8 ± 2,7     | 89             |
| ESO 440-39A | IB(s)m         | Irrégulière magellanique    | 12h 01m 57.9s | -30° 14′ 13″ | 21915 ± 53             | 14,39        | 328 ± 23       | 522            |
| ESO 440-44  | SB(s)m pec     | Spirale barrée magellanique | 12h 02m 46.4s | -29° 05′ 33″ | 2198 ± 2               | 12,50        | 37,4 ± 2,64    | 31             |
| ESO 440-49  | SAB(s)d        | Spirale intermédiaire       | 12h 05m 34.0s | -31° 25′ 25″ | 2261 ± 10              | 12,65 ± 0,09 | 38,2 ± 2,7     | 160            |
| ESO 441-17  | Sab            | Spirale                     | 12h 11m 07.8s | -31° 07′ 37″ | 2117 ± 3               | 12,89        | 36,1 ± 2,6     | 80             |

ACette lointaine galaxie ne fait pas partie de ce groupe.
Le site DeepskyLog permet de trouver aisément les constellations des galaxies mentionnées dans ce tableau ou si elles ne s'y trouvent pas, l'outil du site constellation permet de le faire à l'aide des coordonnées de la galaxie. Sauf indication contraire, les données proviennent du site NASA/IPAC.